# オールド・レッド・ライオン
オールド・レッド・ライオン (英語: The Old Red Lion) は、ロンドンのイズリントン区にあるパブ及びフリンジシアターである。最寄り駅はロンドン地下鉄ノーザン線のエンジェル駅である。パブ自体は古く、中世頃から存在したと言われ、18世紀にはさまざまな文人が訪れたという伝説が残っている。ウィリアム・ホガースの絵「夕べ」に描かれているパブはここではないかと考えられている。劇場は1979年にオールド・レッド・ライオン・シアター・クラブとして創設され、それ以降オフ・ウェストエンドの劇場として活発に活動している。19世紀末に建てられた建物はヒストリック・イングランドにより第2級指定建造物に指定されている。

## 来歴

### 中世
パブ自体については、1415年に遡るロンドン最古のパブのひとつであるという触れ込みである。近くにはグース・ファームと呼ばれている小屋があり、スミスフィールドで売られる前に羊を置いておく場所だったという。

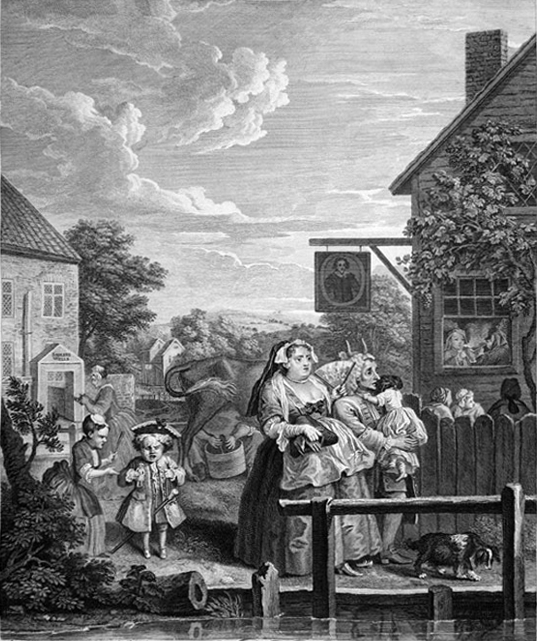
ホガースの絵「夕べ」はこのパブを描いたものではないかと言われている。

### 18世紀
18世紀の初め頃までは、オールド・レッド・ライオンの周りの現在のイズリントンにあたる界隈にはたいして建物も建っておらず、ひなびた場所であったという。サミュエル・ジョンソン、ジェイムズ・トムソン、オリヴァー・ゴールドスミスなどの著名人がパブを訪れたという伝説がある。ウィリアム・ホガースの1738年の絵「夕べ」(Evening)はこのパブを描いたものであると考えられている。また、トマス・ペインが『人間の権利』の一部をここで書いたとも言われている。

### 再建
現存するオールド・レッド・ライオンの建物は1899年にイードル・アンド・マイヤーズが設計したものである。 自由古典様式にネオジャコビアンとルネサンス風のモチーフを加えた建物で、1階と2階はパブ、それより上は住居として使用されていた。

### 劇場設立
1979年にオールド・レッド・ライオン・シアター・クラブとしてパブの2階に劇場がオープンした。最初の芸術監督はチャーリー・ハンソンであった。1987年のキングス・クロス火災で安全に関する規制が強化されたために劇場が閉鎖されそうになったが、当時の芸術監督であったケン・マクリモントにより資金集めが行われ、劇場は継続して営業できることになった。
パブの建物は1994年にヒストリック・イングランドにより第2級指定建造物になった。1995年には詩人で編集者のエディ・リンデンの人生をセバスティアン・バーカーが伝記化した戯曲Who is Eddie Lindenがここで上演された。

### 2000年以降
パブは家族経営であり、2004年から2010年まではパブ店主ダミアン・ディヴァインの姪であるヘレン・ディヴァインが芸術監督をつとめた。2015年にはアーサー・ミラーが初めて書いた戯曲であるNo Villainの世界初演がここで行われた。2020年よりアレクサンダー・ノットが芸術監督をつとめている。

## 実績
オフウェストエンドの劇場として定評があり、エンプティ・スペース・ピーター・ブルック賞やダン・クロフォード・パブ・シアター賞を受賞している他、上演したプロダクションもさまざまな賞のノミネートや受賞を果たしている。ニーナ・レインの最初の戯曲であるRabbitや『ザ・プレイ・ザット・ゴーズ・ロング』はこの劇場で初演されている。また、ロンドン・ホラー・フェスティヴァルのホスト劇場である。
台本の投稿を受け付けており、文芸部門は年間1000本程度の台本を審査している。